# ジェイソン・ウォン
ジェイソン・ウォン（英語: Jason Wong、繁: 王漢銘、1986年 - ）は、日本を拠点に活動する香港出身の起業家・実業家・プロデューサー。
映画ランド株式会社創業者兼代表取締役CEO、mov株式会社創業者兼代表取締役CEO、在日香港企業家協会理事長。

## プロフィール
香港で生まれ、幼少期に邦画の影響を受ける。大学進学を中退し、映画監督を目指して18歳の時に日本に渡る。東京工芸大学芸術学部映像学科に入学し、映画を専攻。学科賞を受賞して卒業後、映画宣伝会社に勤務。業界の様々な課題に気づき、映画文化と映画業界のさらなるスケールアップを目指し、2013年にIT技術を活用したイノベーションを志して起業。その後、映画チケット予約アプリや、映画館向けSaaS型オールインワンプラットフォームなど、業界初のサービスを次々と手がけた。2024年には、映像コンテンツのグローバルな流通促進を図るため、日本発のグローバル配信プラットフォームを立ち上げは177以上の国と地でサービスをに展開している。

## 人物
- 4ヶ国語（英語・日本語・広東語・中国語）を話せるマルチリンガル。人生の半分以上を日本で過ごしているため、日本語と広東語が最もネイティブに話せる。
- 子供の頃からの夢である映画監督を今も目指している。
- 幼少期は貧しい環境で育ち、唯一の娯楽はテレビでの映画鑑賞であった。旧作の日本映画を観る機会が多かったという。17歳で初めて映画館を訪れ、その際に観た日本映画『世界の中心で、愛をさけぶ』だった。映画館で映画を観る体験と「映画は人をこれほどまでに感動させるのか」という衝撃を受け、映画監督を志すことを強く決意。現在もその夢を追い続け、憧れの監督として小津安二郎、岩井俊二とウォン・カーウァイの名を挙げている。
- 映画監督を目指すため、当時の香港では「16人に1人しか大学に進学できない」といわれる中、入学予定だった大学進学を辞退。映画を学ぶため日本へ渡り、わずか1年で日本語能力試験の最難関であるN1を取得。その後、東京工芸大学芸術学部映像学科に入学し、映画の歴史と製作を学ぶ。
- グローバル配信プラットフォーム「mov」で製作された７本のショートドラマ作品は自ら企画し、製作総指揮を務めた[1]。
- 映画俳優のトニー・レオンとレスリー・チャンの大ファンであり、2023年には、レスリー・チャンの没後20年を記念して、カスタムフィギュア展示やメモリアルブックなどを含む「レスリー・チャン（張國榮）没後20年記念企画」を開催した[4]。
- エンターテインメント総合業界誌『月刊文化通信ジャーナル』において、2018年8月号[2]、2023年3月号[5]、2024年12月号[6]の3回にわたりトップ掲載された実績があり、業界内で多くの掲載回数を誇る人物の一人である。